# O Canto da Saudade
O Canto da Saudade é um filme brasileiro de 1952, escrito, produzido e dirigido por Humberto Mauro, sendo o seu último longa-metragem.  No elenco principal figuram Mário Mascarenhas, Cláudia Montenegro, Humberto Mauro, Alfredo Souto de Almeida, Bruno Mauro, Alcir Damata e Zizinha Macedo, e contou com as participações de Nicette Bruno, Luís Delfino e Silveira Sampaio.

## Sinopse
O Coronel Januário (Humberto Mauro) candidata-se a prefeito da cidade. Maria Fausta (Cláudia Montenegro), afilhada do coronel, é cortejada por Galdino (Mário Mascarenhas), acordeonista da região,todavia, ela namora João do Carmo (Alfredo Souto de Almeida) sem que seu pai saiba. No decorrer da campanha eleitoral, a moça desaparece. Após intensas buscas, Galdino a localiza, junto com seu namorado, em um esconderijo arrumado pelos padrinhos. O casal retorna e o coronel promove o casamento. Durante a festa, percebe a ausência de Galdino, que havia partido. Segundo a lenda da região, em certos dias, quem passa perto do canavial pode ouvi-lo tocando, triste, a sanfona, saudoso do amor da cabocla.

## Elenco
| Ator/Atriz               | Personagem       |
| ------------------------ | ---------------- |
| Mário Mascarenhas        | Galdino          |
| Cláudia Montenegro       | Maria Fausta     |
| Alfredo Souto de Almeida | João do Carmo    |
| Humberto Mauro           | Coronel Januário |
| Zizinha Macedo           | Dona Garrincha   |
| Alcir Damata             | Vicente          |
| Bruno Mauro              |                  |
| Nicette Bruno            | Atriz na peça    |
| Luís Delfino             | Ator na peça     |
| Silveira Sampaio         | Ator na peça     |

## Prêmios
| Ano  | Prêmio/Festival             | Categoria          | Recipiente            | Resultado | Ref.  |
| ---- | --------------------------- | ------------------ | --------------------- | --------- | ----- |
| 1953 | Prêmio Saci                 | Melhor Diretor     | Humberto Mauro        | Venceu    | [ 2 ] |
| 1953 | Prêmio Governador do Estado | Melhor Fotografica | José Mauro de Almeida | Venceu    | [ 2 ] |